# Hong Kong ai Giochi della XXX Olimpiade
Hong Kong partecipò ai Giochi della XXX Olimpiade, svoltisi a Londra, Regno Unito, dal 27 luglio al 12 agosto 2012, con una delegazione di 41 atleti impegnati in tredici discipline.